# پاقرمز مکزیکی
پاقرمز مکزیکی (نام علمی: Brachypelma emilia) نام یک گونه از تیره رتیل است.